# Chauvigny
Chauvigny és un municipi francès situat al departament de la Viena i a la regió de la Nova Aquitània. L'any 2007 tenia 6.895 habitants.

## Demografia

### Població
El 2007 la població de fet de Chauvigny era de 6.895 persones. Hi havia 2.987 famílies de les quals 1.013 eren unipersonals (398 homes vivint sols i 615 dones vivint soles), 1.053 parelles sense fills, 728 parelles amb fills i 193 famílies monoparentals amb fills.
La població ha evolucionat segons el següent gràfic:
Habitants censats

### Habitatges
El 2007 hi havia 3.565 habitatges, 3.042 eren l'habitatge principal de la família, 130 eren segones residències i 393 estaven desocupats. 3.020 eren cases i 537 eren apartaments. Dels 3.042 habitatges principals, 1.852 estaven ocupats pels seus propietaris, 1.131 estaven llogats i ocupats pels llogaters i 59 estaven cedits a títol gratuït; 31 tenien una cambra, 258 en tenien dues, 612 en tenien tres, 882 en tenien quatre i 1.259 en tenien cinc o més. 2.139 habitatges disposaven pel capbaix d'una plaça de pàrquing. A 1.436 habitatges hi havia un automòbil i a 1.191 n'hi havia dos o més.

### Piràmide de població
La piràmide de població per edats i sexe el 2009 era:
| Homes | Edats   | Dones |
| ----- | ------- | ----- |
| 8     | 95 o +  | 32    |
| 16    | 90 a 94 | 52    |
| 56    | 85 a 89 | 116   |
| 56    | 80 a 84 | 100   |
| 156   | 75 a 79 | 240   |
| 152   | 70 a 74 | 168   |
| 220   | 65 a 69 | 208   |
| 160   | 60 a 64 | 208   |
| 156   | 55 a 59 | 184   |
| 228   | 50 a 54 | 176   |
| 196   | 45 a 49 | 212   |
| 304   | 40 a 44 | 256   |
| 188   | 35 a 39 | 288   |
| 220   | 30 a 34 | 196   |
| 240   | 25 a 29 | 240   |
| 200   | 20 a 24 | 208   |
| 244   | 15 a 19 | 224   |
| 232   | 10 a 14 | 252   |
| 160   | 5 a 9   | 160   |
| 172   | 0 a 4   | 160   |

## Economia
El 2007 la població en edat de treballar era de 4.153 persones, 2.963 eren actives i 1.190 eren inactives. De les 2.963 persones actives 2.745 estaven ocupades (1.404 homes i 1.341 dones) i 217 estaven aturades (105 homes i 112 dones). De les 1.190 persones inactives 446 estaven jubilades, 386 estaven estudiant i 358 estaven classificades com a «altres inactius».

### Ingressos
El 2009 a Chauvigny hi havia 3.140 unitats fiscals que integraven 6.822 persones, la mediana anual d'ingressos fiscals per persona era de 17.399 €.

### Activitats econòmiques
Dels 350 establiments que hi havia el 2007, 12 eren d'empreses extractives, 8 d'empreses alimentàries, 1 d'una empresa de fabricació de material elèctric, 1 d'una empresa de fabricació d'elements pel transport, 16 d'empreses de fabricació d'altres productes industrials, 44 d'empreses de construcció, 102 d'empreses de comerç i reparació d'automòbils, 4 d'empreses de transport, 25 d'empreses d'hostatgeria i restauració, 2 d'empreses d'informació i comunicació, 17 d'empreses financeres, 11 d'empreses immobiliàries, 33 d'empreses de serveis, 44 d'entitats de l'administració pública i 30 d'empreses classificades com a «altres activitats de serveis».
Dels 97 establiments de servei als particulars que hi havia el 2009, 1 era una oficina d'administració d'Hisenda pública, 1 gendarmeria, 1 oficina de correu, 6 oficines bancàries, 8 tallers de reparació d'automòbils i de material agrícola, 2 tallers d'inspecció tècnica de vehicles, 2 autoescoles, 4 paletes, 8 guixaires pintors, 9 fusteries, 8 lampisteries, 5 electricistes, 2 empreses de construcció, 11 perruqueries, 1 veterinari, 18 restaurants, 6 agències immobiliàries, 1 tintoreria i 3 salons de bellesa.
Dels 44 establiments comercials que hi havia el 2009, 3 eren supermercats, 1 una botiga de més de 120 m², 2 botiges de menys de 120 m², 5 fleques, 5 carnisseries, 2 llibreries, 6 botigues de roba, 2 botigues d'equipament de la llar, 3 sabateries, 2 botigues d'electrodomèstics, 1 una botiga de mobles, 7 drogueries, 2 joieries i 3 floristeries.
L'any 2000 a Chauvigny hi havia 90 explotacions agrícoles que ocupaven un total de 6.204 hectàrees.

## Equipaments sanitaris i escolars
El 2009 hi havia 4 farmàcies i 2 ambulàncies.
El 2009 hi havia 3 escoles maternals, 1 escola maternal integrada dins d'un grup escolar amb les comunes properes formant una escola dispersa i 6 escoles elementals. Chauvigny disposava d'un col·legi d'educació secundària amb 800 alumnes.

## Poblacions més properes
El següent diagrama mostra les poblacions més properes.

## Chauvigny - Saint-Pierre

Chauvigny - Saint-Pierre
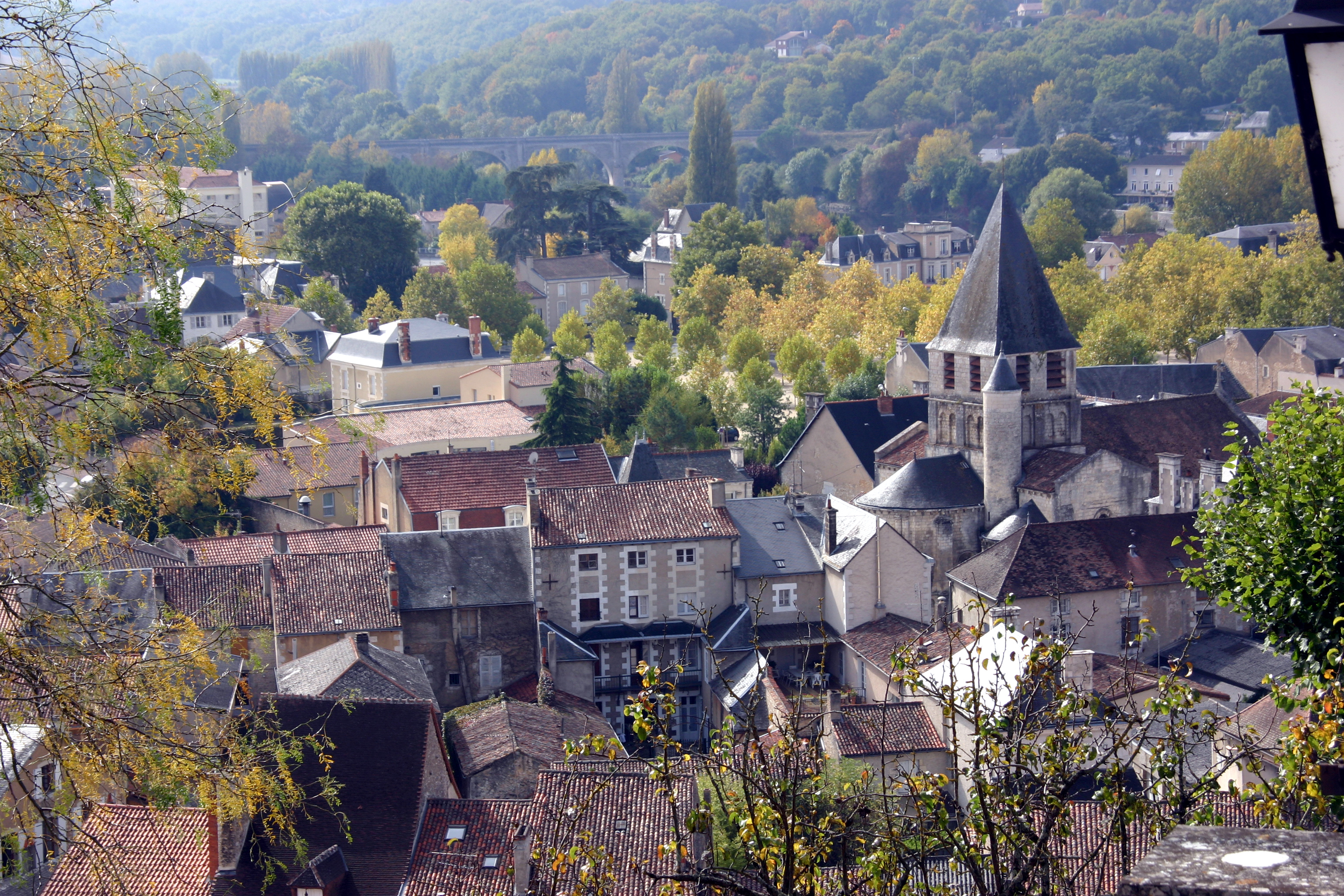
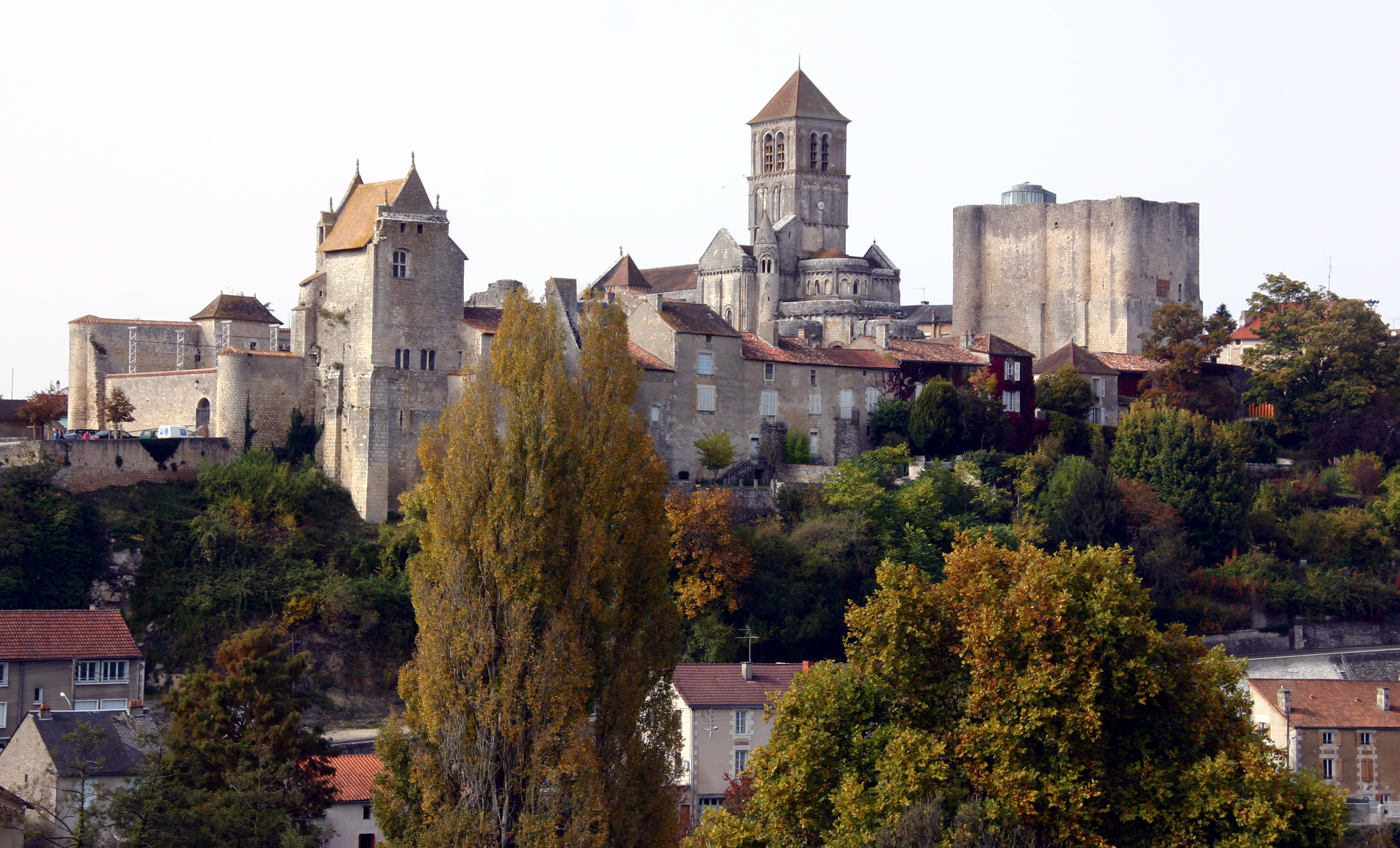
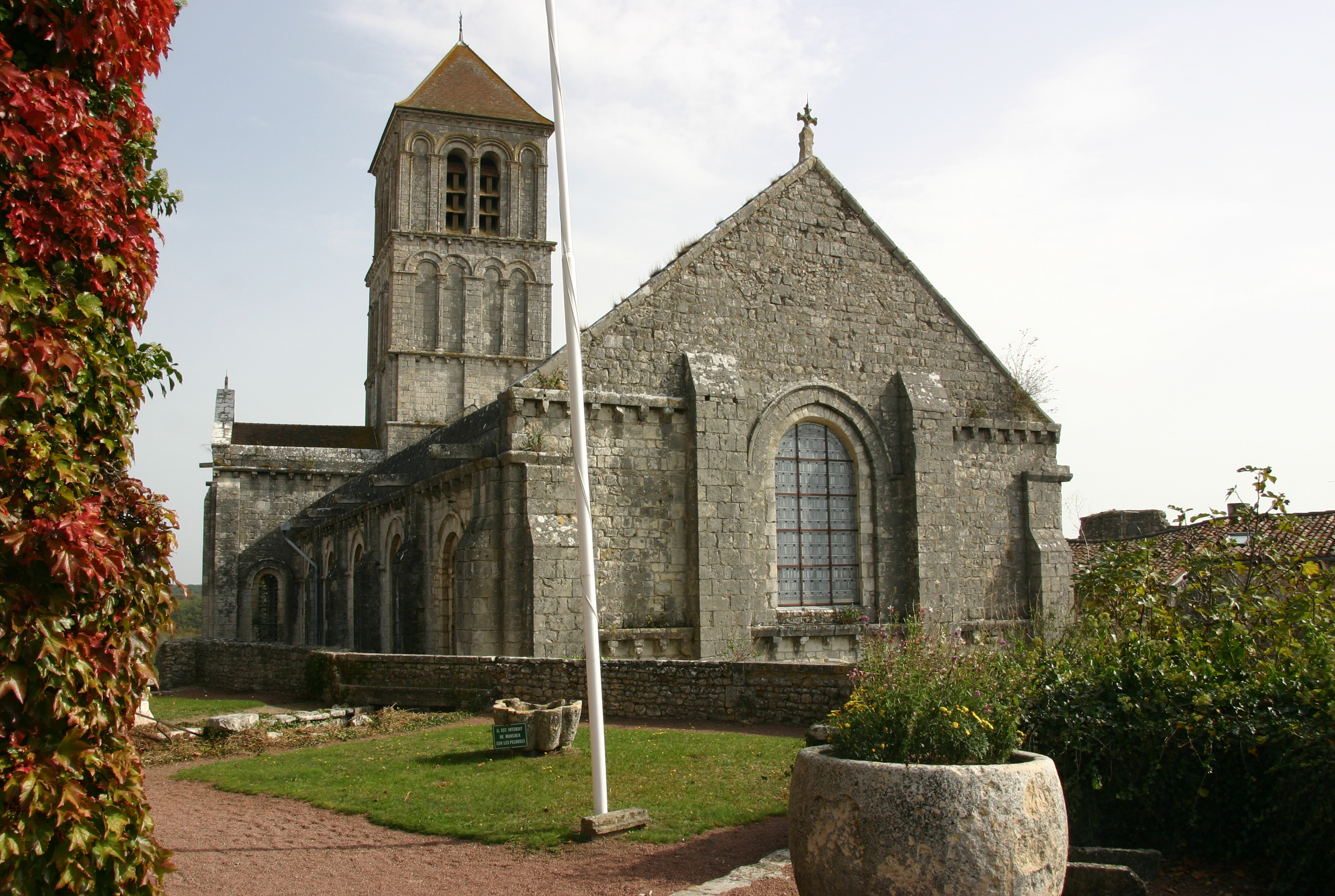
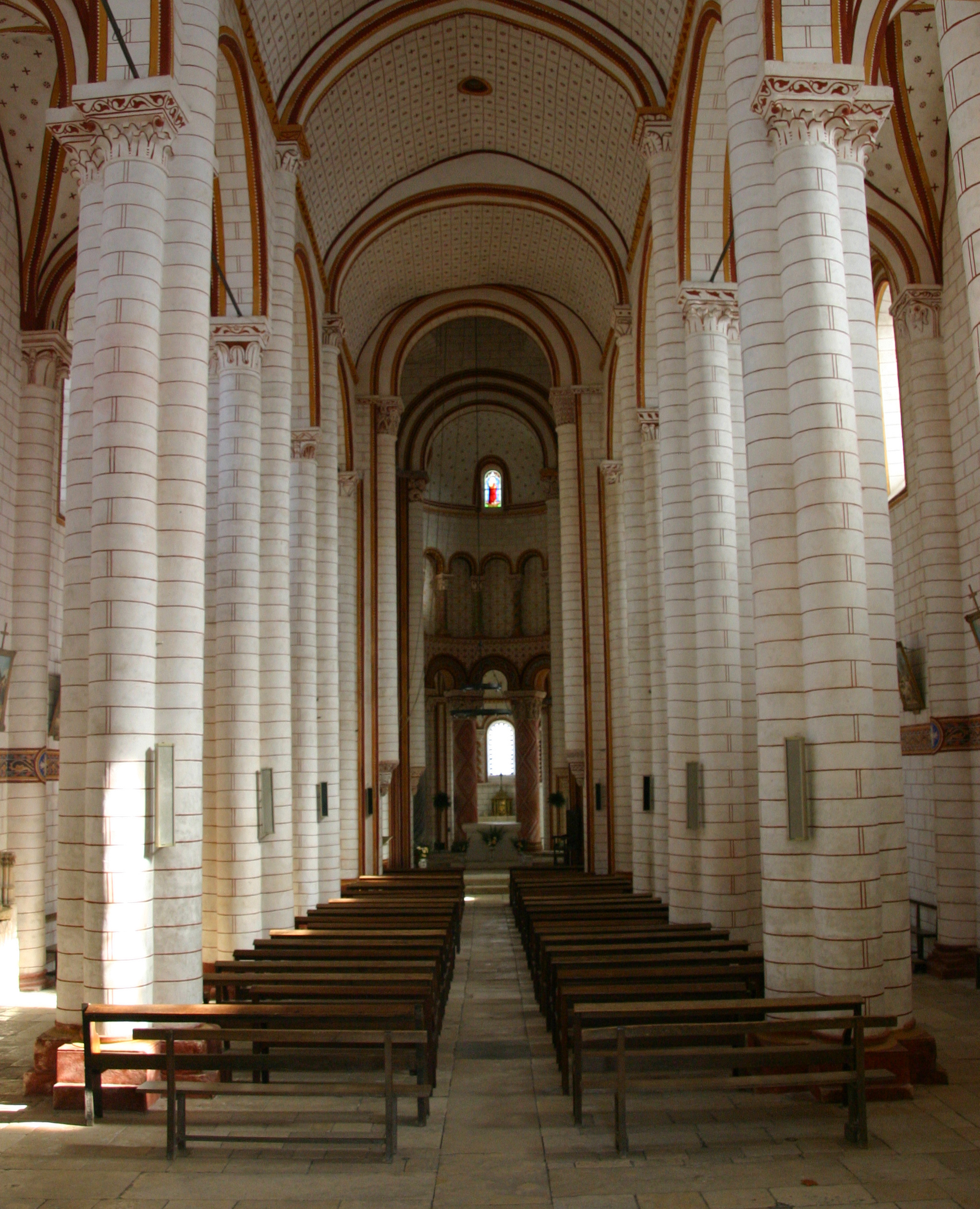
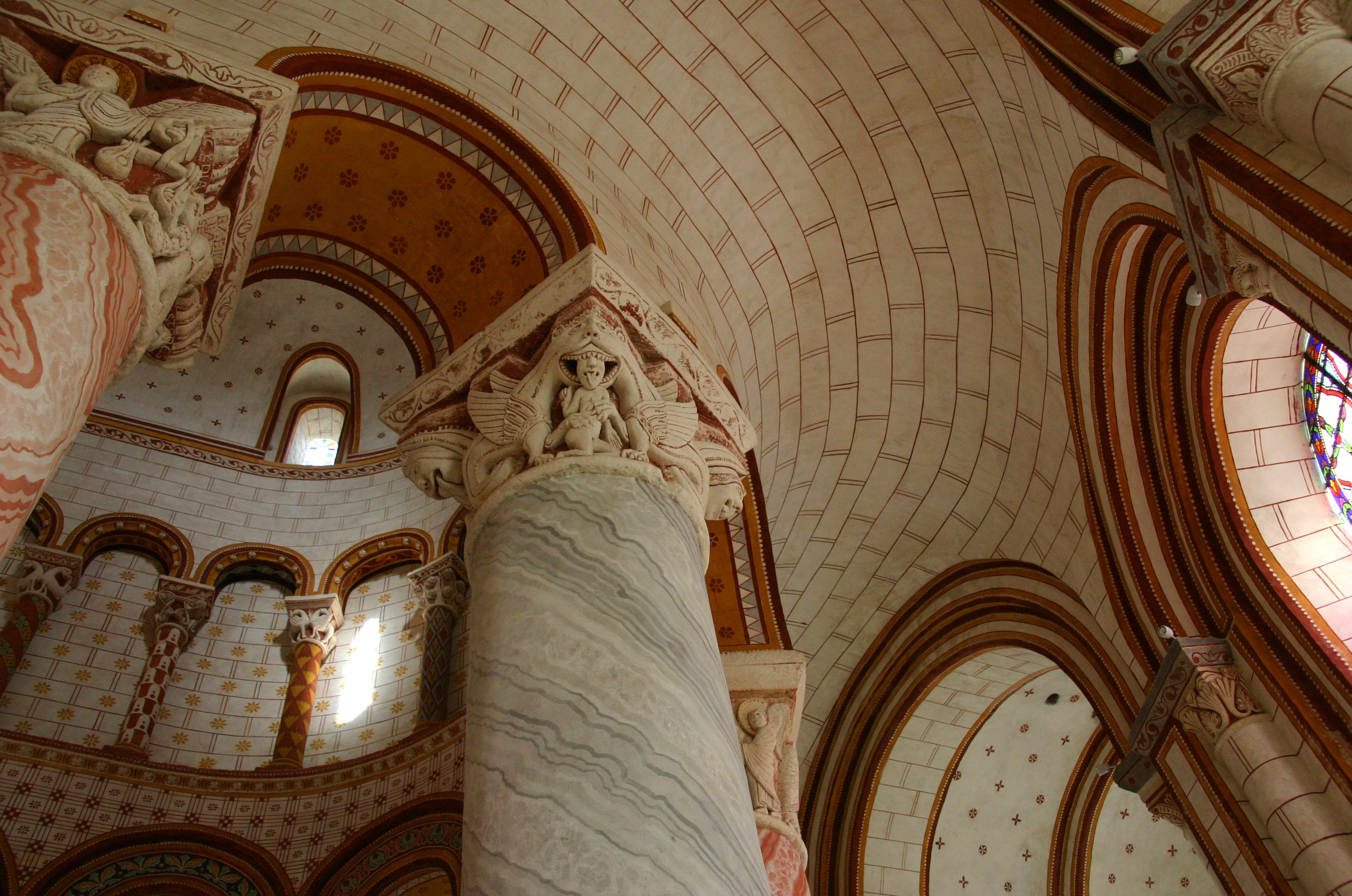
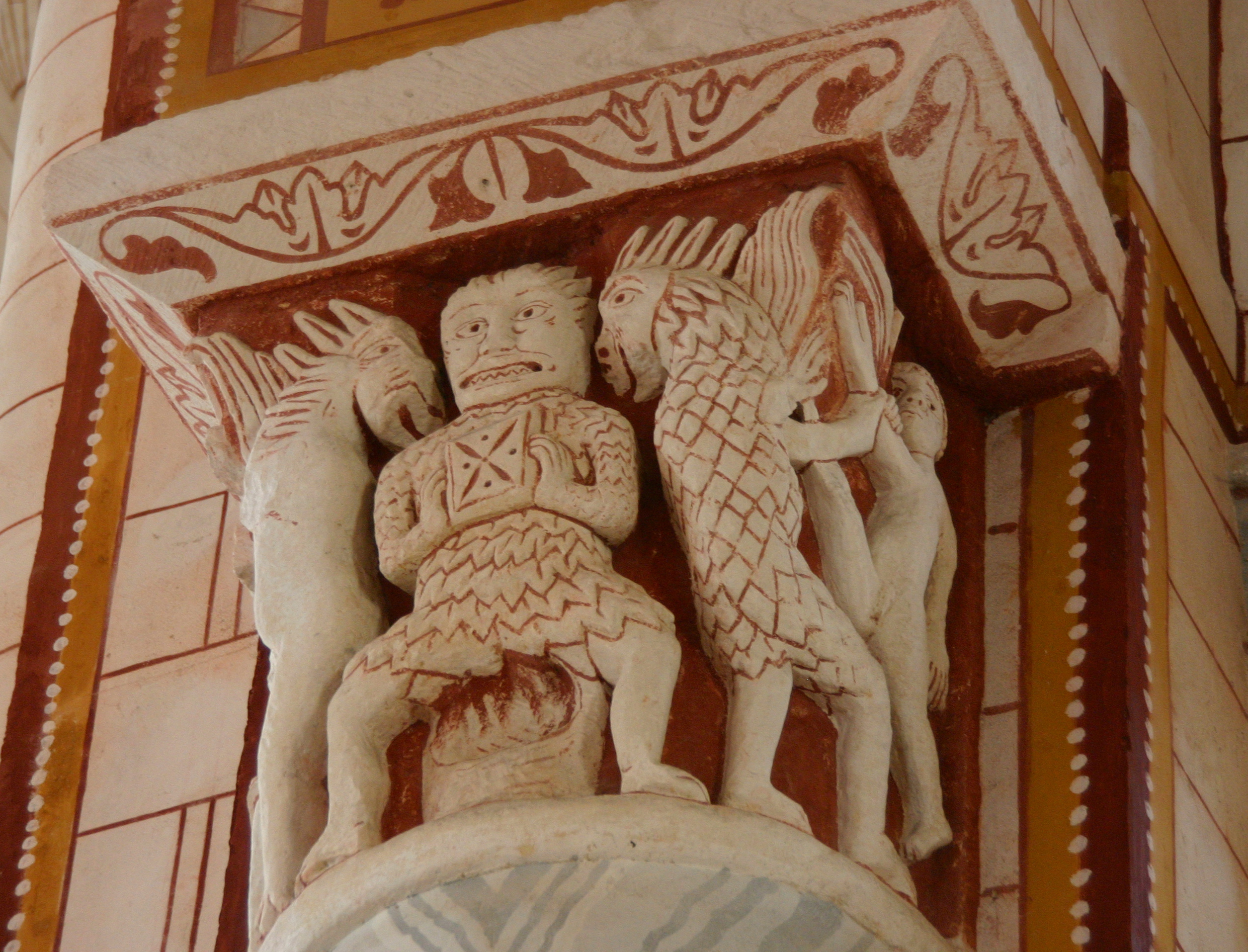
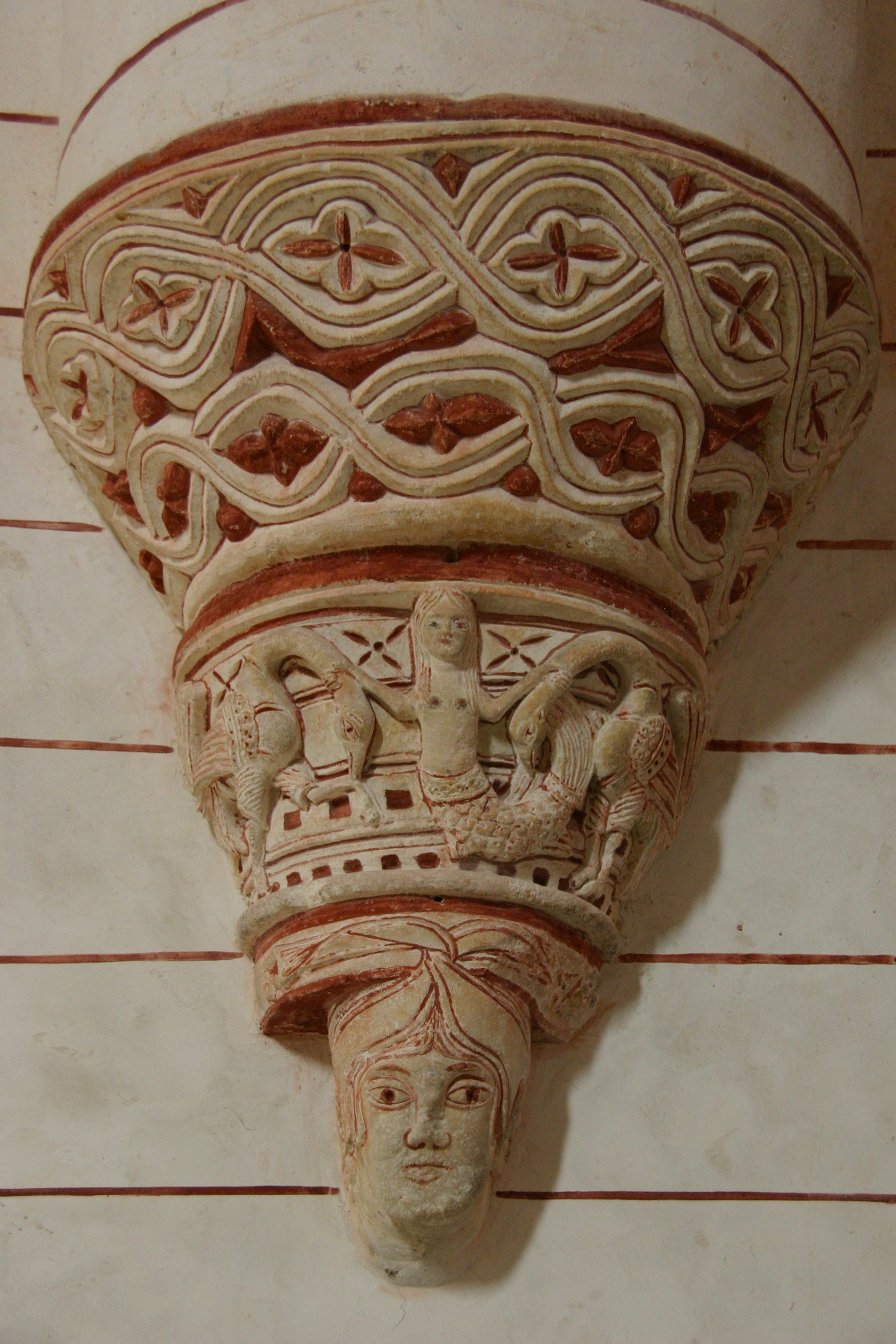